# Galacraspia stygialis
Galacraspia stygialis är en fjärilsart som beskrevs av George Francis Hampson. Galacraspia stygialis ingår i släktet Galacraspia och familjen nattflyn. Inga underarter finns listade i Catalogue of Life.